# UR-100N
Die UR-100N, von den russischen Streitkräften auch RS-18 genannt, ist eine sowjetische Interkontinentalrakete aus den 1970er-Jahren. Ihr NATO-Codename lautet SS-19 Stiletto. Bei den Strategischen Raketentruppen Russlands befinden sich noch immer Raketen dieses Typs im Einsatz.

## Geschichte
Die Entwicklung begann im Jahre 1970. Bereits drei Jahre später konnten die ersten Tests durchgeführt werden. Die ersten Serienraketen wurden 1975 in Dienst gestellt. Insgesamt wurden ca. 360 Raketen dieses Typs in neugebauten Silos stationiert. Die größte Anzahl wurde auf dem Territorium des heutigen Russlands (ca. 170) aufgestellt, gefolgt von der Ukraine als zweitwichtigstem Standort. Russland plant einen Teil seiner UR-100Ns noch bis ca. 2030 in Dienst zu halten. Dazu wurden 35 noch nie stationierte UR-100N eingesetzt, welche Russland 2002 bis 2004 von der Ukraine gekauft hat. Durch regelmäßige Teststarts konnten die russischen Raketenstreitkräfte die Dienstzeit der UR-100N erhöhen. Unter Umständen werden sie aber auch schon früher durch die RS-24 abgelöst. Im Januar 2016 standen noch 30 UR-100N in Dienst.
Letzte Testflüge:
- 20. Oktober 2005
- 15. November 2006
- 29. Oktober 2007
- 22. Oktober 2008
- 27. Dezember 2011

## Technik
Die UR-100N ist eine Weiterentwicklung der UR-100. Die UR-100N ist jedoch wesentlich größer und treffsicherer. Die Länge stieg auf 24 m und der Durchmesser um 25 % auf 2,5 m. Wie die UR-100 verwendet auch die UR-100N einen zweistufigen Flüssigtreibstoffraketenantrieb, der mit lagerfähigem Flüssigtreibstoff (UDMH + NTO) betrieben wird. Betankt wiegen die Raketen je nach Version zwischen 103 und 106 Tonnen. Die Reichweite beträgt bei allen Versionen etwa 10.000 km. Eine UR-100N kann bis zu 5 t Nutzlast transportieren. Die 1. Version mit dem GRAU-Index 15A30 trägt 6 Wiedereintrittskörper, die je einen Atomsprengkopf von je 550 kt TNT-Äquivalent enthalten. Die UR-100N UTTCh (15A35) ist eine stationierte Variante mit ebenfalls 6 MIRV pro Rakete. Die Treffgenauigkeit wurde gegenüber der 15A30 verbessert, ebenso die Triebwerke, die Steuerung und Silos. Die Treffergenauigkeit liegt je nach Quelle und Version zwischen 250 und 920 m. Laut des START-II-Abkommens sollten alle Raketen der USA und Russlands nur noch mit einem Sprengkopf bestückt werden. Der Vertrag trat aber nicht in Kraft. Neben den Nukleargefechtsköpfen konnte die UR-100N auch mit einem Gefechtskopf mit chemischem Kampfstoff bestückt werden. Dieser 9-A-707-Gefechtskopf (russisch ПАС-2000СУ , PAS-2000SU) war mit 1945 kg verdicktem VX (russische Bezeichnung VR-33) beladen. Für die UR-100N standen insgesamt 118 dieser Gefechtsköpfe bereit.
Ausgemusterte UR-100N UTTCh werden teilweise als zivile Trägerraketen (Rockot und Strela) verwendet.

## Träger für Hyperschallkörper
Laut Quellen im russischen Verteidigungsministerium werden die UR-100N UTTCh während einer Übergangsperiode als Trägerraketen für den Awangard Stratosphären-Gleitflugkörper verwendet. Bereits 2006 wurde vom Kosmodrom Jasny eine UR-100N UTTCh mit dem Hyperschallkörper Awangard gestartet. Im März 2018 teilte der Kommandeur der Strategischen Raketentruppen Russlands, Sergej Karakajew, mit, dass einerseits alle Tests erfolgreich beendet wurden und andererseits ein Vertrag über die Serienproduktion des Awangard abgeschlossen wurde. Ende Dezember 2018 testete das russische Verteidigungsministerium erneut vom Kosmodrom Jasny aus den Hyperschallgleiter Awangard, der das Ziel auf dem Raketentestgelände Kura traf.
Als Trägerrakete für den Awangard-Hyperschallkörper dienen 30 fabrikneue Raketen, die von der Ukraine in den 2000er-Jahren als Bezahlung für Gasschulden an Russland übergeben wurden. Damit sei eine Betriebszeit der Trägerraketen von über 20 Jahren möglich.

## Versionen

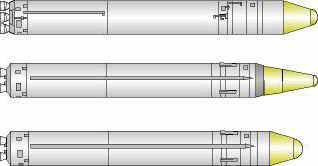
UR-100N-Versionen

- 15A30: Die Ursprungsversion mit 6 Sprengköpfen von je 550 kt Sprengkraft
- 15A35: Eine leicht verbesserte Version der 15A30

## Status
Anfang 2021 waren 20 UR-100N UTTCh in Tatischtschewo (zusammen mit Topol-M) stationiert.